# Léon Tom
Léon Tom (* 25. Oktober 1888 in Antwerpen; † unbekannt) war ein belgischer Fechter und Bobsportler.

## Erfolge
Léon Tom gewann bei Weltmeisterschaften 1922 in Paris und 1926 in Ostende jeweils im Einzel Bronze, ehe er 1930 in Lüttich mit der Mannschaft Weltmeister wurde.
Fünfmal nahm er an Olympischen Spielen teil: 1912 schied er in Stockholm mit dem Florett in der Vorrunde aus, mit dem Degen belegte er Rang sieben und erreichte mit der Säbel-Mannschaft den fünften Rang. 1920 erreichte er in Antwerpen mit der Degen-Mannschaft die Finalrunde, in der sie sich lediglich Italien geschlagen geben musste. Gemeinsam mit Paul Anspach, Victor Boin, Joseph De Craecker, Maurice de Wée, Félix Goblet d’Alviella, Philippe Le Hardy de Beaulieu, Fernand de Montigny und Ernest Gevers gewann er somit die Silbermedaille. In der Einzelkonkurrenz mit dem Degen schied er dagegen in der ersten Runde aus. Mit dem Florett trat er dieses Mal nur im Mannschaftswettbewerb an, den er auf Rang sechs abschloss. In der Säbelkonkurrenz mit der Mannschaft verpasste er als Viertplatzierter knapp einen weiteren Medaillengewinn, das Einzel beendete er auf Rang sechs. Bei den Olympischen Spielen 1924 in Paris wiederholte er im Mannschaftswettbewerb mit dem Degen den Erfolg von 1920, als er mit der belgischen Equipe diesmal hinter Frankreich erneut den zweiten Rang belegte. Neben Paul Anspach, Joseph De Craecker, Charles Delporte, Fernand de Montigny und Ernest Gevers gewann Tom eine weitere Silbermedaille. Das Einzel schloss er auf Rang sieben ab, mit der Säbel-Mannschaft kam er nicht über die Viertelfinalrunde hinaus. 1928 trat er in Amsterdam in den beiden Degen-Konkurrenzen an und verpasste jeweils als Vierter erneut knapp das Podium. Im selben Jahr nahm Tom auch an den Winterspielen in St. Moritz als Mannschaftsmitglied im Fünferbob teil. Der belgische Bob wurde letztlich Sechster.
Tom war Offizier der belgischen Armee. Aufgrund seines jüdischen Glaubens floh er 1940 aus Belgien zunächst nach Portugal und setzte schließlich in die Vereinigten Staaten über, wo er in Manhattan als Diamantenhändler arbeitete.